# Prêmio Angelo Agostini
El Premio Angelo Agostini es el premio de cómic más tradicional de Brasil. Fue creado en 1985 por la Associação dos Quadrinhistas e Caricaturistas do Estado de São Paulo (AQC-ESP), que aún organiza el evento. El nombre del premio rinde homenaje a Angelo Agostini, considerado el artista pionero de los cómics brasileños.
En su primer año, el Premio Angelo Agostini solo tenía la categoría "Mestre do quadrinho nacional" ("Maestro del cómic nacional"), con el objetivo de destacar a los profesionales del cómic brasileño que trabajaron con cómics durante al menos 25 años. En el año siguiente, los organizadores comenzaron a expandir sus categorías con premios para dibujantes, escritores y nuevos lanzamientos.
Actualmente, el premio tiene nueve categorías, entre las que destaca el Trofeo Jayme Cortez (que lleva el nombre del artista luso-brasileño de cómics Jayme Cortez), que está destinado a recompensar grandes contribuciones al cómic brasileño, y puede otorgarse a artistas, entidades, eventos o organizaciones.
lanLos ganadores del Prêmio Angelo Agostini son elegidos por votación abierta organizada por la AQC-ESP y basada en la producción de cómics brasileños en el año previo a la entrega de los premios.

## Categorías actuales
- Maestro del cómic nacional (desde 1985)
- Mejor dibujante (desde 1986)
- Mejor escritor (desde 1986)
- Mejor lanzamiento (desde 1986)
- Trofeo Jayme Cortez (desde 1988)
- Mejor fanzine (desde 1993)
- Mejor dibujante (desde 2003)
- Mejor lanzamiento independiente (desde 2011)
- Mejor webcomic (desde 2015)